# Hola (powiat bialski)
Hola – wieś w Polsce położona w województwie lubelskim, w powiecie bialskim, w gminie Biała Podlaska.
W latach 1975–1998 miejscowość należała administracyjnie do województwa bialskopodlaskiego.
Wieś jest sołectwem w gminie Biała Podlaska. Według Narodowego Spisu Powszechnego z roku 2011 wieś liczyła 151 mieszkańców.
W Holi znajduje się pomnik poświęcony francuskim jeńcom wojennym zamordowanym w 1942 w pobliskim lesie oraz drugi, także upamiętniający ofiary II wojny światowej, lecz wszystkie z terenu powiatu. W innym miejscu przy drodze znajduje się murowany obelisk o nieznanym przeznaczeniu, po raz pierwszy zaznaczony na mapach z roku 1779. Lokalne podania wiążą go z postacią Karola Stanisława Radziwiłła "Panie Kochanku" i okolicznościami nadania nazwy miejscowości. Inne przypuszczenia to latarnia umarłych lub pomnik na pamiątkę śmierci dawnego właściciela Białej, Jerzego Ilnicza w drugiej połowie XVI wieku. 
Wierni Kościoła rzymskokatolickiego należą do parafii Narodzenia Najświętszej Maryi Panny w Białej Podlaskiej.